# 東京都第15区
東京都第15区（とうきょうとだい15く）は、日本の衆議院議員総選挙における選挙区。1994年（平成6年）の公職選挙法改正で設置。

## 区域
1994年（平成6年）公職選挙法改正以降の区域は以下のとおりである。小選挙区比例代表並立制が導入されて以来、2017年以降も東京都区部では唯一単一の特別区で構成される選挙区だったが、2022年の公選法改正により、東京17区（葛飾区）も同様となったため、唯一ではなくなった。
- 江東区

## 歴史
- 第41回衆議院議員総選挙（1996年）
  - 自民党の柿澤弘治が参議院議員からの転身を目指した新進党の黒柳明らを破り当選。
- 第41回衆議院議員補欠選挙（1999年）
  - 柿澤の都知事選立候補へ向けての議員辞職に伴い、実施。東京都議会議員であった自民党の木村勉が当選。
- 第42回衆議院議員総選挙（2000年）
  - 元職の柿澤が無所属で立候補。柿沢の古巣・自民党からは前職の木村勉が立候補し大接戦となったが、1,407票差で柿澤が競り勝った。また、自由党から立候補していた前職・東祥三（第41回は新進党から比例東京ブロック単独候補で当選）が比例復活当選している。
- 第43回衆議院議員総選挙（2003年）
  - 前職・柿澤は無所属の会から立候補。民主党からは前職・東、自民党からは前回敗れた元職・木村が立候補する。
  - 東の出身母体である（東は公明党から新進党を経て自由党に所属。その後再結成された公明党には合流せず、そのまま自由党に留まった）創価学会票が木村に流れた影響もあり、木村が当選する。
- 第44回衆議院議員総選挙（2005年）
  - 前職・木村が連続当選。
- 第45回衆議院議員総選挙（2009年）
  - 元職・東が初めて小選挙区で当選する。同年1月に柿澤弘治が死去したこともあり、息子でみんなの党の柿沢未途が立候補し、比例で復活当選。
- 第46回衆議院議員総選挙（2012年）
  - 前職・柿沢が初めて小選挙区で当選。自民党の前参議院議員、秋元司は比例で復活当選。
  - 前職・東が民主党を離党し、国民の生活が第一を経て日本未来の党から立候補、民主党はこれに対抗する形で前回比例北陸信越ブロック選出（石川2区からの復活当選）の田中美絵子が国替えする形で立候補したが、結果として共倒れする形となった。
- 第47回衆議院議員総選挙（2014年）
  - 前回比例で当選の前職・秋元に自民党本部が安倍晋三内閣総理大臣（当時）以下総力を挙げ、支援攻勢を掛けつつ前回選挙区選出の柿沢に猛追。結いの党結党を経て維新の党となった前職・柿沢は民主党都連の推薦を取り付け、維新の党のほか民主党や無所属を含む地元区議団の支援を受けて僅差で選挙区での勝利を手にし、秋元も比例復活した。なお、直前まで同区で活動していた田中は石川県第1区に転出した。ちなみに、この選挙で選挙区投票率は前回比8ポイントも低下した。
- 第48回衆議院議員総選挙（2017年）
  - 前職・秋元が初めて小選挙区で当選。民進党を離党し希望の党からの立候補となった前職・柿沢は党への逆風から党勢がしぼんでいき、2回続けていた小選挙区での議席を死守できず、最終的に比例で復活当選となった[3]。
- 第49回衆議院議員総選挙（2021年）
  - 前職・秋元がIR汚職事件で逮捕（その後実刑判決を受け控訴中）されたのに伴い、自民党を離党。このため党都連が元職の今村洋史を公認申請したが、国民民主党や新・立憲民主党の結党に参加せずに無所属になっていた前職・柿沢が首相指名選挙で岸田文雄に投票、さらに立憲との統一会派からも離脱するなど、自民党入りの動きを見せたことから[4]、党として擁立を見送り、いずれも無所属で立候補する今村と柿沢双方を推薦、当選者を追加公認する方針を採った。保守分裂という状況を受けて、立候補を模索していた秋元が立候補を取り止めている[5][6]。
  - 立憲民主党は野党統一候補として、元職の井戸正枝を当初擁立予定だった東京4区から当区に変更。柿沢に対抗する形に加え、候補一本化の協議の結果東京4区に日本共産党の候補を立てることになった事による物で、これまで当区で立候補していた吉田年男に変わり新たに擁立予定だった共産党新人の小堤東は比例に回った[7]。これらに加え、日本維新の会の新人・金澤結衣が選挙戦に加わる構図となった。
  - 最終的に7人が立候補した乱戦は、柿沢が2位の井戸に1万7000票あまりの差を付けて制し、前々回以来の小選挙区での勝利となった。これを受けて、自民党は柿沢の追加公認を行った[8]。井戸と金澤はいずれも比例区との重複立候補も行っていたが、共に復活当選もなかった。
- 第49回衆議院議員補欠選挙（2024年）
  - 柿沢は第2次岸田第2次改造内閣で法務副大臣に抜擢されたが、第20回統一地方選挙の江東区長選での公職選挙法違反疑惑で辞任に追い込まれ、さらに同容疑で自宅や事務所の家宅捜索を受けたことにより、自民党を離党した。その後、柿沢は秘書4人とともに逮捕・起訴された（その後執行猶予付き有罪判決が確定）。この起訴に伴い、柿沢は2024年2月1日に議員辞職願を提出、本会議で許可された。辞職に伴う補欠選挙は4月28日投開票で行われた[9]。
  - 日本維新の会は、前回落選し、次期総選挙に立候補を予定していた金澤結衣を擁立[10]。
  - 国民民主党は当初、高橋茉莉の擁立を発表したものの、その後「法令違反の恐れがある事実が確認された」として、党の公認内定を取り消した[11]。
  - 立憲民主党は、元江東区議会議員で前年12月の江東区長選挙に落選した酒井菜摘を擁立[12]。共産党も同区長選では酒井を支援したことから、当初擁立予定だった小堤東[13]の擁立を取り下げ、酒井の支援を表明した[14]。
  - 小池百合子都知事による地域政党都民ファーストの会と連携するファーストの会は、副代表の乙武洋匡を無所属で立候補すると表明[15]。ファーストの会のほか[16]、高橋の公認を取り消した国民民主党も推薦した[17]。一方、自民党は自党での擁立を見送り、乙武を推薦する方向だったが、乙武から推薦の要請がないことから推薦を取りやめた[18]。公明党も乙武の過去の女性問題への批判を受けて、推薦を見送った[19]。
  - 参政党は、次期総選挙東京1区候補予定者に決定していた吉川里奈の擁立を発表した[20]。
  - また、元職の秋元も、係争中のIR汚職事件の結果にかかわらず立候補することを表明、控訴審が無罪判決だった場合は自民党に公認申請する意向も示していた[21]が、22日に控訴棄却の判決が下り、即日上告している。
  - さらに、江東区出身で現職の参議院議員である元格闘家の須藤元気も、無所属で立候補[22]。諸派でも、日本保守党が飯山陽を擁立した[23]ほか、つばさの党幹事長の根本良輔が立候補を表明し[24]、NHKから国民を守る党の立花孝志から打診を受けた弁護士の福永活也[25]も立候補したことで、立候補者が9人となる大乱戦となった。
  - 選挙戦は自民党の裏金問題の影響も相まって、立民・共産の支持層を固め、無党派層の支持も集めた酒井が5万票近くを得票し、当選した[26]。候補を擁立しなかった自民支持層の票は分散し、維新の金澤に2割超、無所属の須藤に2割、無所属の秋元に2割弱、日本保守党の飯山に1割強が投票しており、特定の候補者には集まらなかった[27]。
  - 一方、今回の選挙においては、根本陣営が他の候補者の街頭演説中に大声を張り上げるなどして演説を聞こえなくするなどの選挙妨害行為が問題視され、警視庁は根本やつばさの党代表の黒川敦彦に対し公職選挙法上の選挙の自由妨害罪にあたるとして警告を出す事態となったほか、国会でも議論を呼ぶことになった[28]。選挙終了後の5月13日には、各陣営から被害届の提出を受けた警視庁捜査2課がつばさの党の事務所などを家宅捜索[29]、17日に黒川・根本ら3人を公職選挙法違反（自由妨害）の疑いで逮捕した[30]。
  - 投票前に各種マスメディアによって世論調査が行われたが、その多くは1位を酒井、2位を金澤とするもので、一社も須藤が2位に入ることを予測できなかった。
- 第50回衆議院議員総選挙（2024年）
  - 4月の補選から半年経っての選挙となったが、石破茂の首相就任から間もなく解散・総選挙となったため、時間の都合で野党共闘は行われず、立民前職の酒井と共産新人の小堤がそれぞれ立候補する形となった。
  - 自民党は候補者の公募を行い、NPO理事長の大空幸星を擁立[31]。これまで日本維新の会から出馬していた金澤は、「維新の在り方が変わってしまった」と離党し無所属で立候補[32]。これに補選に出馬した無所属の須藤が加わる構図となった[33]。
  - 選挙戦は最終的に酒井・須藤・大空のいずれも6万票台の三つ巴の激戦となり、酒井が須藤を1,125票差で制し、補選に続いて当選した[34][35]。3位に終わった大空も初挑戦ながら酒井と4,020票差と健闘を見せ比例で復活当選し、今回の総選挙では平成2桁生まれかつ全国最年少（25歳11ヶ月）の当選者となった[36]。

## 選出議員
| 選挙名                   | 年     | 当選者   | 党派       | 備考                                                    |
| ------------------------ | ------ | -------- | ---------- | ------------------------------------------------------- |
| 第41回衆議院議員総選挙   | 1996年 | 柿澤弘治 | 自由民主党 |                                                         |
| 第41回衆議院議員補欠選挙 | 1999年 | 木村勉   | 自由民主党 | ※柿澤弘治の東京都知事選挙立候補準備による議員辞職に伴う |
| 第42回衆議院議員総選挙   | 2000年 | 柿澤弘治 | 無所属     |                                                         |
| 第43回衆議院議員総選挙   | 2003年 | 木村勉   | 自由民主党 |                                                         |
| 第44回衆議院議員総選挙   | 2005年 | 木村勉   | 自由民主党 |                                                         |
| 第45回衆議院議員総選挙   | 2009年 | 東祥三   | 民主党     |                                                         |
| 第46回衆議院議員総選挙   | 2012年 | 柿沢未途 | みんなの党 |                                                         |
| 第47回衆議院議員総選挙   | 2014年 | 柿沢未途 | 維新の党   |                                                         |
| 第48回衆議院議員総選挙   | 2017年 | 秋元司   | 自由民主党 |                                                         |
| 第49回衆議院議員総選挙   | 2021年 | 柿沢未途 | 無所属     |                                                         |
| 第49回衆議院議員補欠選挙 | 2024年 | 酒井菜摘 | 立憲民主党 | ※柿沢未途の議員辞職に伴う                               |
| 第50回衆議院議員総選挙   | 2024年 | 酒井菜摘 | 立憲民主党 |                                                         |

## 選挙結果
時の内閣：第1次石破内閣 解散日：2024年10月9日 公示日：2024年10月15日
当日有権者数：43万1226人 最終投票率：57.58%（前回比：16.88%） （全国投票率：53.85%（2.08%））
| 当落 | 候補者名 | 年齢 | 所属党派   | 新旧 | 得票数   | 得票率 | 惜敗率 | 推薦・支持 | 重複 |
| ---- | -------- | ---- | ---------- | ---- | -------- | ------ | ------ | ---------- | ---- |
| 当   | 酒井菜摘 | 38   | 立憲民主党 | 前   | 66,791票 | 27.52% | ――     |            | ○    |
|      | 須藤元気 | 46   | 無所属     | 新   | 65,666票 | 27.05% | 98.32% |            | ×    |
| 比当 | 大空幸星 | 25   | 自由民主党 | 新   | 62,771票 | 25.86% | 93.98% | 公明党推薦 | ○    |
|      | 金澤結衣 | 34   | 無所属     | 新   | 32,442票 | 13.37% | 48.57% |            | ×    |
|      | 小堤東   | 35   | 日本共産党 | 新   | 15,049票 | 6.20%  | 22.53% |            |      |

- 小堤は第48回は東京都第11区から立候補したが落選。第49回は比例東京ブロックで立候補したが落選。

当日有権者数：430,285人　最終投票率：40.70%

| 当落 | 候補者名 | 年齢 | 所属党派            | 新旧 | 得票数   | 得票率 | 推薦・支持                         |
| ---- | -------- | ---- | ------------------- | ---- | -------- | ------ | ---------------------------------- |
| 当   | 酒井菜摘 | 37   | 立憲民主党          | 新   | 49,476票 | 28.98% | 日本共産党・社会民主党支援         |
|      | 須藤元気 | 46   | 無所属              | 新   | 29,669票 | 17.38% |                                    |
|      | 金澤結衣 | 33   | 日本維新の会        | 新   | 28,461票 | 16.67% | 教育無償化を実現する会推薦         |
|      | 飯山陽   | 48   | 日本保守党          | 新   | 24,264票 | 14.21% |                                    |
|      | 乙武洋匡 | 48   | 無所属              | 新   | 19,655票 | 11.51% | 国民民主党・都民ファーストの会推薦 |
|      | 吉川里奈 | 36   | 参政党              | 新   | 8,639票  | 5.06%  |                                    |
|      | 秋元司   | 52   | 無所属              | 元   | 8,061票  | 4.72%  |                                    |
|      | 福永活也 | 40   | NHKから国民を守る党 | 新   | 1,410票  | 0.83%  |                                    |
|      | 根本良輔 | 29   | つばさの党          | 新   | 1,110票  | 0.65%  |                                    |

- 乙武はファーストの会の副代表を務めていたが、無所属で立候補した。第26回参議院議員通常選挙に東京都選挙区から無所属で立候補したが落選。
- 吉川は第50回は比例九州ブロックから立候補して当選。

時の内閣：第1次岸田内閣 解散日：2021年10月14日 公示日：2021年10月19日
当日有権者数：42万4125人 最終投票率：58.73%（前回比：3.14%） （全国投票率：55.93%（2.25%））
| 当落 | 候補者名 | 年齢 | 所属党派     | 新旧 | 得票数   | 得票率 | 惜敗率 | 推薦・支持               | 重複 |
| ---- | -------- | ---- | ------------ | ---- | -------- | ------ | ------ | ------------------------ | ---- |
| 当   | 柿沢未途 | 50   | 無所属       | 前   | 76,261票 | 32.00% | ――     | 自由民主党推薦           | ×    |
|      | 井戸正枝 | 55   | 立憲民主党   | 元   | 58,978票 | 24.75% | 77.34% | 社会民主党東京都連合推薦 | ○    |
|      | 金澤結衣 | 31   | 日本維新の会 | 新   | 44,882票 | 18.83% | 58.85% |                          | ○    |
|      | 今村洋史 | 59   | 無所属       | 元   | 26,628票 | 11.17% | 34.92% | 自由民主党推薦           | ×    |
|      | 猪野隆   | 56   | 無所属       | 新   | 17,514票 | 7.35%  | 22.97% |                          | ×    |
|      | 桜井誠   | 49   | 日本第一党   | 新   | 9,449票  | 3.96%  | 12.39% |                          |      |
|      | 吉田浩司 | 61   | 無所属       | 新   | 4,608票  | 1.93%  | 6.04%  |                          | ×    |

- 柿沢は当選後自由民主党に追加公認。
- 今村は第46回は比例東京ブロックに旧日本維新の会から立候補して当選。第48回は比例東海ブロックから自民党公認で立候補したが落選。第50回は東京都第9区から立候補予定だったが、非公認となり不出馬。
- 井戸は第45回は兵庫県第1区に民主党から立候補して当選。第46回は同選挙区で、第47回は宮城県第4区で、第48回・50回は東京都第4区でそれぞれ立候補しているが落選している（第50回は国民民主党公認）。本選挙に際しても告示の直前まで東京4区で活動していた。

時の内閣：第3次安倍第3次改造内閣 解散日：2017年9月28日 公示日：2017年10月10日
当日有権者数：41万2336人 最終投票率：55.59%（前回比：0.44%） （全国投票率：53.68%（1.02%））
| 当落 | 候補者名 | 年齢 | 所属党派   | 新旧 | 得票数    | 得票率 | 惜敗率 | 推薦・支持 | 重複 |
| ---- | -------- | ---- | ---------- | ---- | --------- | ------ | ------ | ---------- | ---- |
| 当   | 秋元司   | 46   | 自由民主党 | 前   | 101,155票 | 45.55% | ――     | 公明党推薦 | ○    |
| 比当 | 柿沢未途 | 46   | 希望の党   | 前   | 70,325票  | 31.67% | 69.52% |            | ○    |
|      | 吉田年男 | 69   | 日本共産党 | 新   | 34,943票  | 15.73% | 34.54% |            |      |
|      | 猪野隆   | 52   | 無所属     | 新   | 15,667票  | 7.05%  | 15.49% |            | ×    |

時の内閣：第2次安倍改造内閣 解散日：2014年11月21日 公示日：2014年12月2日
当日有権者数：39万5474人 最終投票率：56.03%（前回比：8.02%） （全国投票率：52.66%（6.66%））
| 当落 | 候補者名 | 年齢 | 所属党派   | 新旧 | 得票数   | 得票率 | 惜敗率 | 推薦・支持         | 重複 |
| ---- | -------- | ---- | ---------- | ---- | -------- | ------ | ------ | ------------------ | ---- |
| 当   | 柿沢未途 | 43   | 維新の党   | 前   | 88,507票 | 41.29% | ――     | 民主党東京都連推薦 | ○    |
| 比当 | 秋元司   | 43   | 自由民主党 | 前   | 85,714票 | 39.99% | 96.84% | 公明党推薦         | ○    |
|      | 吉田年男 | 66   | 日本共産党 | 新   | 31,384票 | 14.64% | 35.46% |                    |      |
|      | 猪野隆   | 49   | 無所属     | 新   | 8,759票  | 4.09%  | 9.90%  |                    | ×    |

- 猪野は第46回は日本維新の会公認で東京11区から立候補（落選）。

時の内閣：野田第3次改造内閣 解散日：2012年11月16日 公示日：2012年12月4日
当日有権者数：38万6411人 最終投票率：64.05%（前回比：3.20%） （全国投票率：59.32%（9.96%））
| 当落 | 候補者名   | 年齢 | 所属党派     | 新旧 | 得票数   | 得票率 | 惜敗率 | 推薦・支持       | 重複 |
| ---- | ---------- | ---- | ------------ | ---- | -------- | ------ | ------ | ---------------- | ---- |
| 当   | 柿沢未途   | 41   | みんなの党   | 前   | 88,222票 | 36.93% | ――     | 日本維新の会推薦 | ○    |
| 比当 | 秋元司     | 41   | 自由民主党   | 新   | 74,159票 | 31.04% | 84.06% | 公明党推薦       | ○    |
|      | 田中美絵子 | 37   | 民主党       | 前   | 29,355票 | 12.29% | 33.27% |                  | ○    |
|      | 東祥三     | 61   | 日本未来の党 | 前   | 28,518票 | 11.94% | 32.33% | 新党大地推薦     | ○    |
|      | 吉田年男   | 64   | 日本共産党   | 新   | 18,667票 | 7.81%  | 21.16% |                  |      |

- 田中は第45回は石川県第2区、第47回・48回は石川県第1区から立候補（第48回は希望の党公認）。2019年に金沢市議会議員選挙に立候補し当選。

時の内閣：麻生内閣 解散日：2009年7月21日 公示日：2009年8月18日
当日有権者数：37万5924人 最終投票率：67.25%（前回比：0.78%） （全国投票率：69.28%（1.77%））
| 当落 | 候補者名 | 年齢 | 所属党派   | 新旧 | 得票数    | 得票率 | 惜敗率 | 推薦・支持 | 重複 |
| ---- | -------- | ---- | ---------- | ---- | --------- | ------ | ------ | ---------- | ---- |
| 当   | 東祥三   | 58   | 民主党     | 元   | 105,131票 | 42.39% | ――     |            | ○    |
|      | 木村勉   | 70   | 自由民主党 | 前   | 80,054票  | 32.28% | 76.15% | 公明党推薦 | ○    |
| 比当 | 柿沢未途 | 38   | みんなの党 | 新   | 38,808票  | 15.65% | 36.91% |            | ○    |
|      | 吉田年男 | 61   | 日本共産党 | 新   | 22,176票  | 8.94%  | 21.09% |            |      |
|      | 井寺英人 | 36   | 幸福実現党 | 新   | 1,843票   | 0.74%  | 1.75%  |            |      |

時の内閣：第2次小泉改造内閣 解散日：2005年8月8日 公示日：2005年8月30日
当日有権者数：34万8023人 最終投票率：66.47%（前回比：6.12%） （全国投票率：67.51%（7.65%））
| 当落 | 候補者名 | 年齢 | 所属党派   | 新旧 | 得票数    | 得票率 | 惜敗率 | 推薦・支持 | 重複 |
| ---- | -------- | ---- | ---------- | ---- | --------- | ------ | ------ | ---------- | ---- |
| 当   | 木村勉   | 66   | 自由民主党 | 前   | 123,021票 | 54.36% | ――     |            | ○    |
|      | 東祥三   | 54   | 民主党     | 元   | 79,621票  | 35.18% | 64.72% |            | ○    |
|      | 吉田年男 | 57   | 日本共産党 | 新   | 23,659票  | 10.45% | 19.23% |            |      |

時の内閣：第1次小泉第2次改造内閣 解散日：2003年10月10日 公示日：2003年10月28日
当日有権者数：33万2572人 最終投票率：60.35%（前回比：2.15%） （全国投票率：59.86%（2.63%））
| 当落 | 候補者名 | 年齢 | 所属党派   | 新旧 | 得票数   | 得票率 | 惜敗率 | 推薦・支持 | 重複 |
| ---- | -------- | ---- | ---------- | ---- | -------- | ------ | ------ | ---------- | ---- |
| 当   | 木村勉   | 64   | 自由民主党 | 元   | 69,164票 | 35.43% | ――     |            | ○    |
|      | 東祥三   | 52   | 民主党     | 前   | 58,616票 | 30.02% | 84.75% |            | ○    |
|      | 柿澤弘治 | 69   | 無所属の会 | 前   | 47,843票 | 24.51% | 69.17% |            |      |
|      | 榛田敦行 | 32   | 日本共産党 | 新   | 19,610票 | 10.04% | 28.35% |            |      |

時の内閣：第1次森内閣 解散日：2000年6月2日 公示日：2000年6月13日
当日有権者数：30万9356人 最終投票率：62.50%（前回比：3.49%） （全国投票率：62.49%（2.84%））
| 当落 | 候補者名 | 年齢 | 所属党派   | 新旧 | 得票数   | 得票率 | 惜敗率 | 推薦・支持 | 重複 |
| ---- | -------- | ---- | ---------- | ---- | -------- | ------ | ------ | ---------- | ---- |
| 当   | 柿澤弘治 | 66   | 無所属     | 元   | 54,298票 | 28.83% | ――     |            | ×    |
|      | 木村勉   | 60   | 自由民主党 | 前   | 52,892票 | 28.08% | 97.41% |            | ○    |
|      | 榛田敦行 | 29   | 日本共産党 | 新   | 29,412票 | 15.61% | 54.17% |            |      |
|      | 馬渡龍治 | 42   | 民主党     | 新   | 27,654票 | 14.68% | 50.93% |            | ○    |
| 比当 | 東祥三   | 49   | 自由党     | 前   | 22,800票 | 12.10% | 41.99% |            | ○    |
|      | 近藤薫   | 56   | 無所属     | 新   | 1,302票  | 0.69%  | 2.40%  |            | ×    |

当日有権者数：人　最終投票率：%

| 当落 | 候補者名 | 年齢 | 所属党派   | 新旧 | 得票数   | 得票率 | 推薦・支持 |
| ---- | -------- | ---- | ---------- | ---- | -------- | ------ | ---------- |
| 当   | 木村勉   | 59   | 自由民主党 | 新   | 89,605票 | 51.02% |            |
|      | 吉田和子 | 49   | 民主党     | 元   | 53,490票 | 30.46% |            |
|      | 房宗治   | 56   | 日本共産党 | 新   | 32,541票 | 18.53% |            |

時の内閣：第1次橋本内閣 解散日：1996年9月27日 公示日：1996年10月8日 （全国投票率：59.65%（8.11%））
| 当落 | 候補者名 | 年齢 | 所属党派   | 新旧 | 得票数   | 得票率 | 惜敗率 | 推薦・支持 | 重複 |
| ---- | -------- | ---- | ---------- | ---- | -------- | ------ | ------ | ---------- | ---- |
| 当   | 柿澤弘治 | 62   | 自由民主党 | 前   | 61,701票 | 36.43% | ――     |            | ○    |
|      | 黒柳明   | 65   | 新進党     | 新   | 46,969票 | 27.73% | 76.12% |            |      |
|      | 房宗治   | 53   | 日本共産党 | 新   | 29,901票 | 17.65% | 48.46% |            |      |
|      | 大沢昇   | 31   | 民主党     | 新   | 28,181票 | 16.64% | 45.67% |            | ○    |
|      | 北浦義久 | 35   | 無所属     | 新   | 2,629票  | 1.55%  | 4.26%  |            | ×    |